# Moure (Barcelos)
Moure é uma povoação portuguesa sede da Freguesia de Moure do Município de Barcelos, freguesia com 2,54 km² de área e 921 habitantes (censo de 2021), tendo, por isso, uma densidade populacional de 362,6 hab./km².
O nome desta freguesia deriva do genitivo Mauri do nome Maurus. Nas inquirições de 1220 aparece como "De Sancta Maria de Mauri de Couto de Varzêa", da Terra de Faria.
Faz fronteira com as Freguesias de Airó, Sequeade, Várzea, Rio Côvo Sta. Eulália e Fonte Coberta. Esteve já dividida pelos seguintes lugares: Agrodel, Agra, Sto. Estêvão, Regadas, Naia, Assento, Pinheiro, Toural, Balão e Monte Real, estando agora dividida por ruas.
Esta freguesia pertenceu em tempos ao Couto da Varzêa, passando, com a extinção deste, para o de Vilar de Frades.

## Demografia
A população registada nos censos foi:
| Distribuição da População por Grupos Etários | Distribuição da População por Grupos Etários | Distribuição da População por Grupos Etários | Distribuição da População por Grupos Etários | Distribuição da População por Grupos Etários |
| -------------------------------------------- | -------------------------------------------- | -------------------------------------------- | -------------------------------------------- | -------------------------------------------- |
| Ano                                          | 0-14 Anos                                    | 15-24 Anos                                   | 25-64 Anos                                   | > 65 Anos                                    |
| 2001                                         | 202                                          | 183                                          | 467                                          | 97                                           |
| 2011                                         | 161                                          | 112                                          | 536                                          | 116                                          |
| 2021                                         | 122                                          | 128                                          | 519                                          | 152                                          |

## Política

### Eleições autárquicas (Junta de Freguesia)
| Partidos | %    | M    | %    | M    | %    | M    | %    | M    | %    | M    | %    | M    | %    | M    | %    | M    | %    | M    | %    | M    | %    | M    |
| Partidos | 1976 | 1976 | 1979 | 1979 | 1982 | 1982 | 1985 | 1985 | 1989 | 1989 | 1993 | 1993 | 1997 | 1997 | 2001 | 2001 | 2005 | 2005 | 2009 | 2009 | 2013 | 2013 |
| -------- | ---- | ---- | ---- | ---- | ---- | ---- | ---- | ---- | ---- | ---- | ---- | ---- | ---- | ---- | ---- | ---- | ---- | ---- | ---- | ---- | ---- | ---- |
| PPD/PSD  | 77,6 | 7    | 57,5 | 5    | 44,2 | 4    | 46,2 | 4    | 31,7 | 2    | 24,9 | 2    | 67,3 | 5    | 69,0 | 5    | 63,6 | 5    | 56,8 | 5    |      |      |
| CDS-PP   |      |      | 40,6 | 4    |      |      |      |      |      |      |      |      |      |      |      |      |      |      |      |      |      |      |
| PS       |      |      |      |      | 44,0 | 4    | 41,8 | 3    | 51,8 | 4    | 60,3 | 4    | 14,5 | 1    | 12,9 | 1    | 20,3 | 1    | 30,2 | 2    | 57,4 | 5    |
| APU/CDU  |      |      |      |      | 9,3  | 1    |      |      | 15,1 | 1    | 13,1 | 1    | 16,0 | 1    | 15,2 | 1    | 13,0 | 1    | 10,5 | -    | 6,4  | -    |
| PSD-CDS  |      |      |      |      |      |      |      |      |      |      |      |      |      |      |      |      |      |      |      |      | 34,3 | 2    |